# 硫氰酸甲酯
硫氰酸甲酯是一种有机化合物，化学式为CH3SCN。它是有洋葱气味的无色液体，由硫氰酸盐的甲基化反应制备。它是其异构体异硫氰酸甲酯的前驱体。

## 安全
硫氰酸甲酯的LD50是60 mg/kg (rats, oral)。
它被美国紧急规划与社区知情权法中列入的极度危险物质之一。